# Paul Gottron
Paul Gottron (fl. XIX secolo) è stato un pistard tedesco.
Partecipò ai Giochi della II Olimpiade che si svolsero a Parigi nel 1900. Prese parte alla gara di velocità, dove fu eliminato ai quarti di finale.